# 下瓦房駅
下瓦房駅（かがぼうえき）は中華人民共和国天津市河西区に位置する天津地下鉄1号線の駅である。当駅で5号線が接続する計画である。

## 駅構造
- 島式ホーム1面2線の地下駅。ホームドア設置駅。出口はA～Dの4箇所ある。

| 1号線ホーム (B2F) | 1号線 華山里・東沽路方面 |
| 1号線ホーム (B2F) | 島式ホーム               |
| 1号線ホーム (B2F) | 1号線 西站・劉園方面→    |

## 駅周辺
- 人民公園
- 河西体育館
- 下瓦房医院
- 河西骨科医院

## 歴史
- 2006年6月12日 - 開業。

## 隣の駅
- ■1号線

南楼駅 - 下瓦房駅 - 小白楼駅
- ■5号線

直沽駅 - 下瓦房駅 - 西南楼駅
座標: 北緯39度06分18秒 東経117度12分59秒 / 北緯39.1049度 東経117.2164度